# Арнольд (Пенсільванія)
Арнольд (англ. Arnold) — місто (англ. city) в США, в окрузі Вестморленд штату Пенсільванія. Населення — 4772 особи (2020).

## Географія
Арнольд розташований за координатами 40°34′44″ пн. ш. 79°45′55″ зх. д. / 40.57889° пн. ш. 79.76528° зх. д. (40.578916, -79.765293).  За даними Бюро перепису населення США в 2010 році місто мало площу 2,13 км², з яких 1,90 км² — суходіл та 0,23 км² — водойми.

## Демографія
Згідно з переписом 2010 року, у місті мешкало 5157 осіб у 2290 домогосподарствах у складі 1244 родин. Густота населення становила 2421 особа/км².  Було 2811 помешкання (1320/км²).
Расовий склад населення:
| - 74,0 % — білих - 20,0 % — чорних або афроамериканців - 0,2 % — корінних американців - 0,2 % — азіатів |

До двох чи більше рас належало 4,7 %. Частка іспаномовних становила 2,3 % від усіх жителів.
За віковим діапазоном населення розподілялося таким чином: 23,3 % — особи молодші 18 років, 60,7 % — особи у віці 18—64 років, 16,0 % — особи у віці 65 років та старші. Медіана віку мешканця становила 39,6 року. На 100 осіб жіночої статі у місті припадало 91,7 чоловіків;  на 100 жінок у віці від 18 років та старших — 88,0 чоловіків також старших 18 років.
Середній дохід на одне домашнє господарство  становив 36 990 доларів США (медіана — 28 160), а середній дохід на одну сім'ю — 40 710 доларів (медіана — 35 500). Медіана доходів становила 40 851 долар для чоловіків та 30 341 долар для жінок. За межею бідності перебувало 34,3 % осіб, у тому числі 60,6 % дітей у віці до 18 років та 19,2 % осіб у віці 65 років та старших.
Цивільне працевлаштоване населення становило 1954 особи. Основні галузі зайнятості: роздрібна торгівля — 21,4 %, освіта, охорона здоров'я та соціальна допомога — 18,9 %, виробництво — 15,0 %.